# Decentraliseret cloudcomputing
Decentraliseret cloudcomputing er decentraliserede cloudcomputingresurser, der udgøres af datanetværter, hvor ingen enhed eller vært har en central styring af datanettet. Datanetværterne udgør et peer-to-peer datanet, hvilket kan gøre datatilgængeligheden robust. Decentraliseret cloudcomputing kaldes også decentraliseret cloud og decentraliseret sky.
Dataintegriteten kan fx sikres via digitale signaturer (fx hashfunktioner eller blockchains). Datafortroligheden kan fx sikres ved at kryptere data inden de sendes ind i den decentraliserede cloud.
Datanetværterne har deres egen cloud-funktionalitet til fx fjernadgang, fildeling, streaming media, samarbejde og filhåndtering. Datanetværterne kan behandle data lokalt, kommunikerer direkte med hinanden og dele resurser.

## Historisk
Begrebet decentraliseret computing har eksisteret i årtier, men det har fået fornyet interesse i de seneste år på grund af den udbredte anvendelse af blockchain-teknologi og den stigende bekymring for databeskyttelse og datasikkerhed.
Et af de tidligste decentraliserede computersystemer var SETI@home-projektet, som blev lanceret i 1999. SETI@home gav frivillige mulighed for at donere deres ubrugte computerresurser til at søge efter udenjordisk intelligens. Dette var et af de første eksempler på offentlig distribueret databehandling, hvor computerkraften fra flere datanetværter blev kombineret for at udføre en fælles opgave.
I årene efter blev andre decentrale computerplatforme udviklet, herunder Folding@home og BOINC. Disse platforme gjorde det muligt for frivillige at bidrage med deres computerresurser til videnskabelige forskningsprojekter.
Med fremkomsten af blockchain-teknologi har decentraliseret databehandling fået en ny dimension. Blockchain giver mulighed for at skabe decentrale datanet, der sikkert og gennemsigtigt kan registrere transaktioner og gemme data. Dette har ført til udviklingen af decentraliserede cloudcomputing-platforme, der bruger blockchain til at muliggøre deling og lagring af data og computerresurser på en decentral måde.

## Egenskaber
Øget datatilgængelighed er et af de vigtigste kendetegn ved decentraliseret cloudcomputing. Ved at distribuere data og computerresurser på tværs af et datanet af enheder er der ikke et single-point-of-failure, som angribere kan ramme.
Omkostningerne kan reduceres betydeligt for virksomheder og enkeltpersoner. Traditionelle centraliserede cloudcomputing-modeller kræver konstruktion og vedligeholdelse af dyre datacentre, hvilket kan være en betydelig udgift for virksomheder. I en decentral model er omkostningerne fordelt over datanettet af enheder, hvilket kan føre til lavere omkostninger for brugerne.
Fleksibiliteten i decentraliseret cloudcomputing kan blive væsentligt forbedret. Med en centraliseret model er brugerne begrænset til resurser og mulighederne i et enkelt datacenter. I en decentral model kan brugerne udnytte resurser og mulighederne på flere enheder, hvilket kan give større fleksibilitet og skalerbarhed.

## Teknologier og platforme
Der er flere teknologier og platforme, der er udviklet for at muliggøre decentraliseret cloudcomputing, herunder blockchain og peer-to-peer-datanet. Disse teknologier giver mulighed for at skabe distribuerede datanet af enheder, der kan dele computerresurser og datalagring på en decentral måde.
Et eksempel på en decentraliseret cloudcomputing-platform er InterPlanetary File System (IPFS), som er en peer-to-peer-protokol til deling og lagring af filer. IPFS giver brugerne mulighed for at gemme og få adgang til filer på et decentraliseret datanet af enheder i stedet for en centraliseret server.

## Blockchain
Blockchain-teknologi kan spille en vigtig rolle i decentraliseret cloudcomputing. Blockchain-teknologi tilbyder en pålidelig måde at skabe en distribueret platform, der er modstandsdygtig over for manipulation og fungerer på en decentral måde. Dens tilpasningsevne gør den velegnet til brug i cloudcomputing, hvilket muliggør oprettelsen af decentraliserede cloud-systemer.
Konsensus- og belønningsmekanismerne, der findes i blockchain-arkitekturer, kan hjælpe med at løse nogle af de udfordringer, som distribueret cloudcomputing står over for. For eksempel kan brug af en platforms egne tokens til at kompensere nodeværter tilskynde til deltagelse og hæmme forkert opførsel. Implementering af decentraliserede cloud-løsninger baseret på blockchain-teknologi introducerer dog også en række udfordringer, som skitseret i en undersøgelse af Riarte og De Nicola.
Nogle af de udfordringer, der skal løses for effektivt at implementere decentraliserede cloud-løsninger baseret på blockchain-teknologi, omfatter:
- Sikre, at resurseudbydere bliver rimeligt kompenseret for deres bidrag.
- At gøre infrastrukturen skalerbar på trods af de nuværende begrænsninger af blockchain-teknologi.
- Bekræftelse af, at beregninger udføres korrekt for at forhindre ondsindede angreb. Nogle projekter bruger teknikker til omdømmestyring, men disse skal afstemmes med omkostningerne ved markedsadgang.
- Tillidsfulde orakler, som ikke i sagens natur er decentraliserede. Der er decentraliserede forslag til orakler, der kan løse dette problem.
- Håndtering af retten til at slette data i tilfælde af et ondsindet angreb eller andre problemer.